# Ив Танги
Ив Тангѝ (на френски: Yves Tanguy) е френско-американски художник сюрреалист.

## Биография
Танги е роден на 5 януари 1900 година в Париж в семейството на пенсиониран морски офицер, родом от Бретан. Започва кариерата си като моряк от търговския флот. През Първата световна война Танги служи в армията. След края на войната сменя много професии.
Танги никога не е учил живопис. Идеята да стане художник го завладява едва когато през 1923 година вижда картина на Джорджо де Кирико. Приятелят му, поетът Жак Превер го въвежда в кръга на сюрреалистите. През 1925 година Танги се присъединява към сюрреалистичното движение.
Открива първата си самостоятелна изложба през 1927 г.
През 1940 г. се премества в САЩ заедно с втората си съпруга, американската художничка-сюрреалистка Кей Саж (Kay Sage). През 1948 г. Ив Танги получава американско гражданство.
Умира от инсулт 15 януари 1955 г. в Удбъри.

## Творчество
Основна тема в картините му са фантастични пейзажи. С традиционна техника (перспектива, ясни фигури, обемно изграждане, светлосянка) художникът създава особен вид илюзионистична абстракция.
Впечатленията от детството и юношеството на Танги са свързани с морето и оказват определено влияние върху творчеството му. Той използва в живописта си форми на амеби, морски и земноводни животни. С плавни линии очертава облаци и дим, трептяща вода и трепетна светлина.